# Прапор регіону Центр-Долина Луари
Прапор регіону Центр-Долина Луари — прапор регіону у центрі Франції.